# Макарово (Бологовський район)
Макарово (рос. Макарово) — присілок в Бологовському районі Тверської області Російської Федерації.
Населення становить 37 осіб. Входить до складу муніципального утворення Куженкинське сільське поселення.

## Історія
Від 2005 року входить до складу муніципального утворення Куженкинське сільське поселення.

## Населення
| 2010 |
| ---- |
| 37   |